# کارل کاوفمن
کارل کاوفمن (آلمانی: Carl Kaufmann؛ ۲۵ مارس ۱۹۳۶ – ۱ سپتامبر ۲۰۰۸) دونده اهل آلمان بود.
وی همچنین برندهٔ جوایزی همچون برگ بوی نقره‌ای شده‌است.
وی در مسابقات کشوری و بین‌المللی در مجموع برندهٔ ۳ مدال نقره شده‌است.